# 조선혁명자연맹
조선혁명자연맹은 유자명의 주도로 1930년대 후반 중국 난징(南京)에서 조직된 항일독립운동 단체이다. 유자명·정화암 등이 중심 인물로 활동하였다. 
무정부주의적 성격을 띄었다고 보는 견해도 있으나 대체로 사회주의계열 독립운동단체로 평가 받고 있다. 
1936년 11월 2일 조선민족혁명당, 조선민족해방동맹, 조선민족전위동맹등 각 단체와 제휴하고 조선민족전선연맹을 결성해 일본과 대항하여 싸웠다.